# Мавзолей Шейх Баби Иа’куба
Мавзолей Шейх Баби Иа’куба (азерб. Şeyx Babı türbəsi) — мавзолей в селе Бабы Физулинского района Азербайджана, построенный в 1272 году.

## Исследования
Комплекс был датирован А. И. Брозгуль XII веком неверно. У И. П. Шеблыкина мавзолей ошибочно назван «Шах Бабалы». В середине XIX века и куфическая надпись на нём привлекла внимание Н. В. Ханыкова, которым селение названо «Бабили», а в альбоме «Баб». Но надпись была прочитана Ханыковым с ошибками и пропусками. Позднее эта надпись была расшифрована полностью и включена в I том корпуса арабо-персо-азербайджаноязычных надписей Азербайджана. Надпись гласит:

1. Амара би-бинаи хаза-л-машхад ли-шейх аз-захид ал-камнл.
2. Баби Иа’куб б. [И]смаил Гур Хар. Сана иена ва саб’ин ситтами’а алейха фан.
Перевод:
Приказал построить этот машхад (то есть гробницу) шейху аскету, совершенному Баби Йакубу ибн Исмаил Гур Хар в шестьсот семьдесят втором году
.
Летом 2011 года по заказу Министерства культуры и туризма Азербайджана начались археологические раскопки гробницы. Руководитель экспедиции Хагани Алмамедов сообщил, что в ходе работ вблизи гробницы были найдены еще и руины ханегяха шейха Бабы, который предположительно вначале служил караван-сараем, а потом был превращен в мечеть. По его словам, здесь обнаружены 6 каменных могил, которые предположительно принадлежат воинам. В одной из могил оказался скелет без головы, в другой — скелет и наконечники стрел. По завершении раскопок на памятниках планируется провести реставрационные работы.

## Архитектура
Мавзолей восьмигранный, ширина граней — 3 м. Мавзолей был покрыт восьмигранным сферическим куполом из тонких плит камня. Материал — тёсанный камень (известняк).

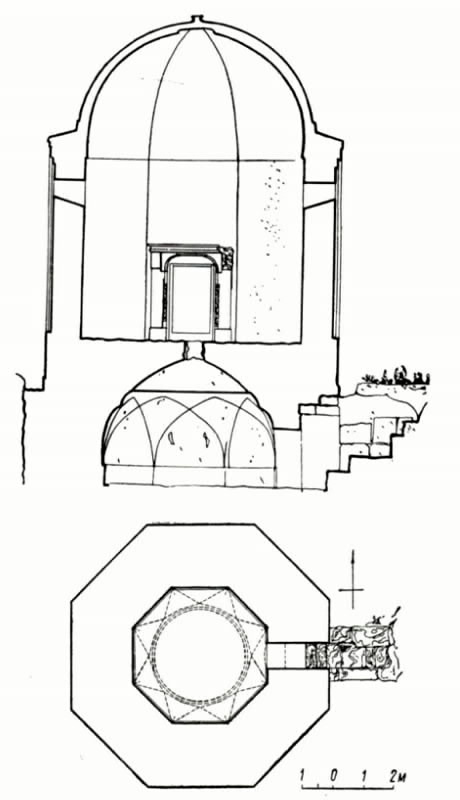
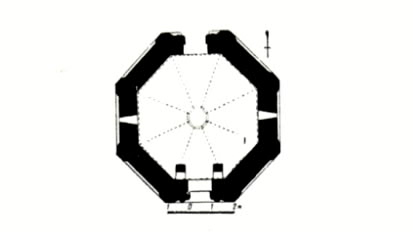